# Jörgen Sjöberg
Ola Jörgen Rikard Sjöberg, född 1972 i Osby i Skåne, är en svensk komiker och skådespelare. Sjöberg debuterade som ståuppkomiker 1995, och efter åtta års arbete som reseledare återupptog han komikerkarriären 2004.

## TV-framträdanden (i urval)
- 2012 – Högklackat (SVT)
- 2012 – Jobbtjuven (SVT Play)
- 2014 – Punchline (SVT Play)
- 2016 – Halvvägs till himlen (TV4)
- 2019 – Helt perfekt (Kanal 5)